# 1049 Gotho
1049 Gotho är en asteroid i huvudbältet som upptäcktes den 14 september 1925 av den tyske astronomen Karl Wilhelm Reinmuth. Dess preliminära beteckning var 1925 RB. Asteroiden namngavs senare Gotho, men det är okänt varför.
Gothos senaste periheliepassage skedde den 27 augusti 2018.[Uppdatering behövs] Asteroidens rotationstid har beräknats till 8,470 timmar.